# Елк (річка)
Елк (пол. Ełk, раніше Łek) — річка на північному сході Польщі, права притока Бєбжі. Вона тече через Мазурські озера і є четвертою за величиною притокою Бєбжі.

## Загальний опис

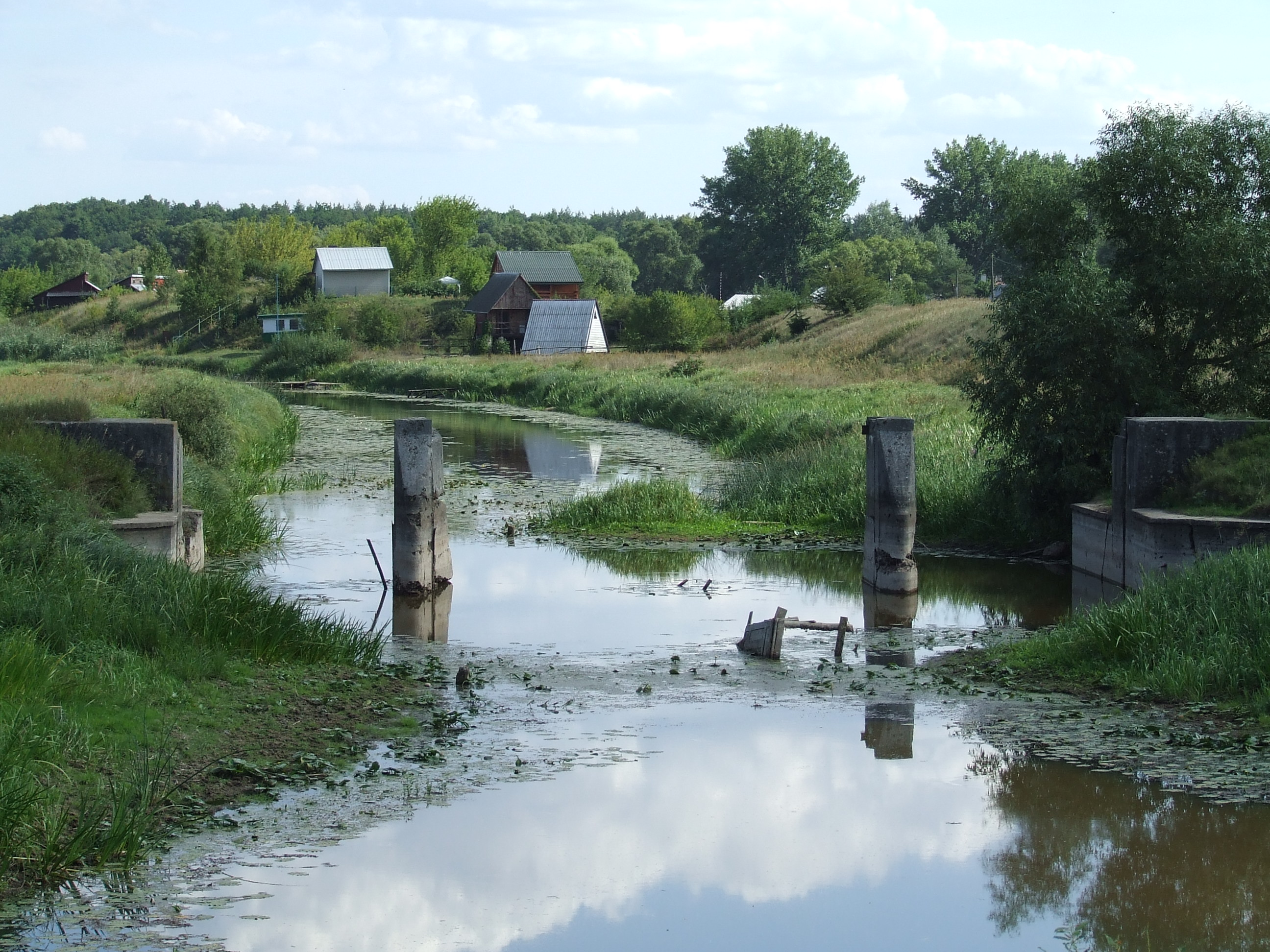
Річка Елк в селищі Осовець Монецького повіту

Загальна довжина річки становить 113,6 км. Площа водозбору — 1524,5 км². Басейн річки, утворений балтійським зледенінням, являє собою валуни глини з фрагментами піску і гравію. Рельєф дуже різноманітний. Є численні пагорби, западини. Велика площа водозбору вкрита лісами і орними землями.
Води цієї річки майже по всій довжині відповідають третьому (III) класу якості.

## Притоки
Основні лівобережні притоки річки: Mazurka, Połomska Młynówka, Karmelówka, Kanał Kuwasy, правобережні — Gawlik, Różanica і Binduga.